# Politisk korrekthet på svenska (antologi)
Politisk korrekthet på svenska är en antologi utkommen i augusti 1998, under redaktörskap av Pierre Kullbom och Per Landin. Boken publicerades genom förlaget Symposion.

## Omdömen
| ”                                              | Man kan naturligtvis förvåna sig över Sverigebilden i denna antologi. Ifrågasätta dess korrekthet. Snarare än en beskrivning av sakernas tillstånd ter sig volymen som en projektion av hotbilder och förmenta faror. Den generalisering av ett tillstånd som boken vill vara förmår bidragen inte åstadkomma. Därtill är flera av dem alltför privata och pratigt triviala. | „ |
| – Tomas Forser, Dagens Nyheter 13 augusti 1998 | |   |

## Innehållsförteckning
- Marianne Ahrne: Att gå sin egen väg
- Anita Ankarcrona: Feminismen som politisk fars
- Hedi blel Habib: Den osaliga familjen
- Per Beskow: Vem är fundamentalist?
- Jonas De Geer: Om 68-etablissemanget, antirasismen och den politiska korrekthetens betydelse
- Magnus Karaveli: Får man lov att vara nationalist?
- Pierre Kullbom: Den amerikanska livsstilen som politisk korrekthet
- Per Landin: "Landinfaran" - utdrag ur en svensk debatt
- Per Landin: Ett samtal med Tage Lindbom
- Parvez Manzoor: Islam, teokratin och den moraliska ordningen
- Svante Nordin: Politisk korrekthet inom vetenskapen
- Svante Nycander: Moralisk panik i Umeå
- Thomas Nydahl: Gettomagasinet "Mosaik"
- Anders Piltz: Korrekt indignation
- Rigmor Robèrt: Det kostar blod
- Dag Sandahl: Kyrka vid vägskälet
- Staffan Skott: Skjuta mygg med stalinorgel
- Carin Stenström: Korrekthetens kalla hand